# Leribe
Leribe é um dos 10 distritos do Lesoto.

## Demografia
| 1966    | 1976    | 1986    | 1996    | 2006    |
| 161.493 | 206.558 | 273.678 | 300.160 | 293.369 |